# Letaal allel
Een letaal allel is een allel dat voor een homozygoot (identieke allelen voor één kenmerk) organisme dodelijk is.
Bijvoorbeeld: bij een soort muis is de gele vacht recessief, homozygoot is het echter letaal.
Ter illustratie een kruising van twee heterozygote muizen. Heterozygoot wil zeggen: verschillende allelen voor één kenmerk. In het geval van de heterozygote muis geven we het gen voor de vachtkleur weer door Kk. Hoofdletter K staat voor grijze vacht, en is dominant. Kleine k staat voor gele vacht, en is recessief. Wanneer we de twee muizen kruisen krijgen we:
25% KK, 50% Kk en 25% kk, deze verhouding komt altijd terug bij de kruising van twee heterozygote organismen.
- KK: deze muis heeft een grijze vacht.
- Kk: deze muis bezit wel het letale allel, maar in combinatie met het andere zorgt dit wel voor een grijze vacht, maar niet voor het sterven van de muis.
- kk: deze muis met een gele vacht sterft, want dit is het letale allel voor een homozygote muis (2 keer k).

Doordat de homozygote gele muis doodgeboren wordt is de verhouding hier 33%KK en 67%Kk .
Doordat 67% van de muizen het allel k blijven bezitten, zal er bij hun in de volgende generatie hetzelfde gebeuren, waarbij weer 25% voor de geboorte afsterft.